# Aranykoronás tangara
Az aranykoronás tangara (Chalcothraupis ruficervix) a madarak osztályának verébalakúak (Passeriformes) rendjébe és a tangarafélék (Thraupidae) családjába tartozó Chalcothraupis nem egyetlen faja.

## Rendszerezése
A fajt Florent Prévost és Marc Athanase Parfait Oeillet Des Murs írták le 1846-ban, a Tanagra nembe Tanagra ruficervix néven.
A tangarafélék családját átfogó 2014-ben lezajlott molekuláris DNS analízises vizsgálatok kimutatták, hogy a Tangara nem polifiletikus, így több, apróbb nemre bontották szét. Ennek során ez a faj az újra rendszerbe visszahozott Chalcothraupis nembe került, melyet egymaga alkot. Ezt a nemet eredetileg Charles Lucien Bonaparte francia természettudós hozta létre 1851-ben. Egyes szervezetek, még mindig a Tangara nembe sorolják Tangara ruficervix néven.

## Alfajai
- Chalcothraupis ruficervix amabilis J. T. Zimmer, 1943
- Chalcothraupis ruficervix fulvicervix (P. L. Sclater & Salvin, 1876)
- Chalcothraupis ruficervix inca Parkes, 1969
- Chalcothraupis ruficervix leucotis (P. L. Sclater, 1851)
- Chalcothraupis ruficervix ruficervix (Prévost & Des Murs, 1842)
- Chalcothraupis ruficervix taylori (Taczanowski & von Berlepsch, 1885)[5]

## Előfordulása
Az Andokban, Kolumbia, Ecuador és Peru területén honos. Természetes élőhelyei a szubtrópusi és trópusi síkvidéki és hegyi esőerdők. Állandó, nem vonuló faj.

## Megjelenése
Testhossza 13 centiméter.
|  |

## Életmódja
Gyümölcsökkel és bogyókkal táplálkozik.

## Természetvédelmi helyzete
Az elterjedési területe nagyon nagy, egyedszáma pedig stabil. A Természetvédelmi Világszövetség Vörös listáján nem fenyegetett fajként szerepel.